# (7204) Ondřejov
(7204) Ondřejov, désignation internationale (7204) Ondrejov, est un astéroïde de la ceinture principale.

## Description
(7204) Ondrejov est un astéroïde de la ceinture principale. Il fut découvert le 3 avril 1995 à l'Observatoire d'Ondřejov par Petr Pravec. Il présente une orbite caractérisée par un demi-grand axe de 2,67 UA, une excentricité de 0,12 et une inclinaison de 4,9° par rapport à l'écliptique.

## Compléments